# 서울보광초등학교
서울보광초등학교(서울普光初等學校)는 대한민국 서울특별시 용산구 이태원동에 있는 공립 초등학교이다.

## 학교 연혁
- 1962년 6월 22일: 개교
- 2021년 3월 1일: 제16대 전은미 교장 취임
- 2025년 3월 1일: 재개발로 인한 일시 휴교[2]
- 2028년 3월 1일: 재개교 (예정)

## 참고 자료
- 서울보광초등학교 - 한국교육학술정보원 학교알리미